# 2004 HO79
2004 HO79, também escrito como 2004 HO79, é um corpo menor que está localizado no disco disperso, uma região do Sistema Solar. Este corpo celeste está em uma ressonância orbital de 2:5 com o planeta Netuno. Ele possui uma magnitude absoluta de 7,3 e tem um diâmetro estimado com cerca de 153 km.

## Descoberta
2004 HO79 foi descoberto no dia 22 de abril de 2004 pelo Canada-France Ecliptic Plane Survey.

## Órbita
A órbita de 2004 HO79 tem uma excentricidade de 0,416 e possui um semieixo maior de 55,590 UA. O seu periélio leva o mesmo a uma distância de 32,478 UA em relação ao Sol e seu afélio a 78,702 UA.